# تشاو زيفانغ
تشاو زيفانغ (بالصينية: 赵志芳) مواليد 11 أغسطس 1994 في لانغ فانغ، خبي، الصين، هي لاعبة كرة سلة صينية. تلعب في الدوري الصيني لكرة السلة للسيدات كلاعب هجوم خلفي. يبلغ طولها 5 قدم 6 بوصة (1.7 م). مثلت منتخب بلادها. شاركت في دورة الألعاب الأولمبية الصيفية سنة 2016.

## روابط خارجية
- تشاو زيفانغ على موقع الاتحاد الدولي لكرة السلة (الإنجليزية)
- تشاو زيفانغ على موقع كرة السلة الأوروبية.كوم (الإنجليزية)
- تشاو زيفانغ على موقع سبورتس رفرنس (الإنجليزية)
- تشاو زيفانغ على موقع اللجنة الأولمبية الدولية (الإنجليزية)
- تشاو زيفانغ على موقع أوليمبيديا (الإنجليزية)
- تشاو زيفانغ على موقع اللجنة الأولمبية الصينية (الإنجليزية)